# Öcs
Öcs is een plaats (község) en gemeente in het Hongaarse comitaat Veszprém. Öcs telt 236 inwoners (2001).